# Ten Thousand Fists
Ten Thousand Fists je třetí studiové album od americké metalové kapely Disturbed. Deska se dostala do prodeje 20. září 2005 a umístila se na prvním místě Billboard 200 (stejně jako předešlá Believe) s 239 000 prodanými kusy v otevíracím týdnu. Na této nahrávce se již nepodílí baskytarista Steve Kmak, kterého nahradil John Moyer (nynější člen skupiny). Ten Thousand Fists je rovněž první CD od Disturbed, jehož obal zdobí maskot skupiny, The Guy.
Po hudební stránce je deska agresivnější než Believe (druhá studiová nahrávka) a značně se na ní prosazuje vliv heavy metalu. Zpěvák David Draiman o albu řekl: „Zdá se, že kombinuje prvky brutality The Sickness, ale také obsahuje propracovanost a komplexnost Believe."
Ačkoliv nebylo Ten Thousand Fists míněno jako politické album, najdou se na něm časté zprávy komentující politickou situaci ve Spojených státech. Text písně „Ten Thousand Fists" je silně ovlivněn pocity frontmana Davida Draimana vůči bývalému prezidentovi Georgeovi W. Bushovi a mnohé písně obsahují válečnou/protiválečnou tematiku.
Z desky pochází celkem pět singlů: „Guarded", „Stricken", „Just Stop", „Land of Confusion", „Ten Thousand Fists". Největší pozornosti se dostalo songům „Stricken" a „Land of Confusion". „Stricken" se probojoval na 95. místo Billboard Hot 100 a „Land of Confusion" dosáhl vrcholu hitparády Hot Mainstream Rock Tracks.

## Seznam skladeb
| Pořadí | Název                                                 | Délka |
| ------ | ----------------------------------------------------- | ----- |
| 1.     | Ten Thousand Fists                                    | 3:33  |
| 2.     | Just Stop                                             | 3:46  |
| 3.     | Guarded                                               | 3:22  |
| 4.     | Deify                                                 | 4:18  |
| 5.     | Stricken (videoklip)                                  | 4:07  |
| 6.     | I’m Alive                                             | 4:42  |
| 7.     | Sons of Plunder                                       | 3:50  |
| 8.     | Overburdened                                          | 5:59  |
| 9.     | Decadence                                             | 3:27  |
| 10.    | Forgiven                                              | 4:15  |
| 11.    | Land of Confusion (cover verze od Genesis; videoklip) | 4:50  |
| 12.    | Sacred Lie                                            | 3:08  |
| 13.    | Pain Redefined                                        | 4:09  |
| 14.    | Avarice                                               | 2:56  |

| Bonusová edice | Bonusová edice | Bonusová edice |
| Pořadí         | Název          | Délka          |
| -------------- | -------------- | -------------- |
| 15.            | Hell           | 4:14           |
| 16.            | Monster        | 4:05           |
| 17.            | Two Worlds     | 3:33           |
| 18.            | Sickened       | 3:59           |

## Hitparády
Album
| Rok  | Hitparáda               | Umístění |
| ---- | ----------------------- | -------- |
| 2005 | Australská hitparáda    | 11       |
| 2005 | Rakouská hiptaráda      | 37       |
| 2005 | Kanadská hitparáda      | 2        |
| 2005 | Nizozemská hitparáda    | 87       |
| 2005 | Novozélandská hitparáda | 1        |
| 2005 | Švédská hitparáda       | 24       |
| 2005 | US Top Internet Albums  | 1        |
| 2005 | US Billboard 200        | 1        |
| 2006 | US Billboard 200        | 1        |

Singly – Billboard (Severní Amerika)
| Rok  | Singl                | Hitparáda                  | Umístění |
| ---- | -------------------- | -------------------------- | -------- |
| 2005 | „Guarded"            | Hot Mainstream Rock Tracks | 7        |
| 2005 | „Guarded"            | Modern Rock Tracks         | 28       |
| 2006 | „Just Stop"          | Mainstream Rock            | 4        |
| 2006 | „Just Stop"          | Modern Rock                | 24       |
| 2006 | „Land of Confusion"  | Hot Mainstream Rock Tracks | 1        |
| 2006 | „Land of Confusion"  | Hot Modern Rock Tracks     | 18       |
| 2006 | „Stricken"           | US Billboard Hot 100       | 95       |
| 2006 | „Stricken"           | Mainstream Rock Tracks     | 2        |
| 2006 | „Stricken"           | Modern Rock Tracks         | 13       |
| 2006 | „Stricken"           | Pop 100                    | 89       |
| 2007 | „Ten Thousand Fists" | Hot Mainstream Rock Tracks | 7        |
| 2007 | „Ten Thousand Fists" | Hot Modern Rock Tracks     | 37       |

## Obsazení
Disturbed
- David Draiman – zpěv
- Dan Donegan – elektrická kytara
- John Moyer – baskytara, vokály v pozadí
- Mike Wengren – bicí

Produkce
- Johnny K – producent
- Ted Jensen – mastering